# Joaquín Ezquerra
Joaquín Ezquerra (Lierta, provincia de Huesca, 1750-Madrid, 23 de noviembre de 1820) fue un latinista y periodista ilustrado español, uno de los fundadores, editores y propietarios, junto con Pedro Pablo Trullenc, de la revista Memorial Literario de Madrid 1784-1791 y 1793-1797. 

## Biografía
Nacido en Lierta (Huesca) de familia noble, tuvo una amplia educación y se graduó en la Universidad de Sigüenza y siguió formándose en Madrid con los escolapios del Avapiés, teniendo por profesor al biblista y helenista padre Felipe Scío de San Miguel, de suerte que llegó a conocer bien el francés, el italiano, el inglés, el árabe, el latín y el griego. Se graduó de bachiller en cánones en 1765, año en que marchó a Roma con el padre Scío a continuar sus estudios jurídicos, pero además asistió allí además a clases de matemáticas y física experimental con el padre François Jacquier y Thomas Le Seur. Volvió a España en 1768 y participó en Madrid en la catalogación de los fondos del antiguo Colegio Imperial de los jesuitas, que fue refundado con el nombre de Reales Estudios de San Isidro en 1770. Fue interino o pasante de su cátedra de Propiedad latina y luego obtuvo la de Rudimentos de lengua latina (1775) y la de Sintaxis (1791); ocasionalmente fue también sustituto de las cátedras de Poética y Retórica. En 1806 fue Censor interino de teatros, y aunque concurrió a dicha plaza, al final se la dieron a Manuel José Quintana. Desde 1815 fue miembro supernumerario de la Real Academia de la Historia y falleció en la pobreza el 23 de noviembre de 1820.
Ezquerra era un gran aficionado a la bibliografía y participó en la Biblioteca Periódica Anual para Utilidad de los Libreros y Literatos (1784 y 1791), un periódico bibliográfico que complementaba al Memorial Literario publicando la lista completa de libros y papeles impresos cada año en España. Por iniciativa sobre todo del portero del Consejo de Castilla Pedro Pablo Trullenc o Trullech, y apoyado por el Conde de Floridablanca y Pedro Rodríguez Campomanes, el Memorial Literario, revista de cultura, ciencias, artes y crítica teatral y literaria, abierta a reseñas, recensiones y colaboraciones de toda España y de carácter ilustrado avanzado aun dentro de la ortodoxia, salió mensualmente desde enero de 1784 hasta septiembre de 1787 en que se convirtió en quincenal, y hasta finalmente enero de 1791, cuando casi todas las publicaciones periódicas se suspendieron a causa de la Revolución francesa menos el Mercurio, el Diario de Madrid y la Gaceta, un año después del fallecimiento del segundo editor Trullenc. Modificó su título al reaparecer entre julio de 1793 hasta diciembre de 1797 a Continuación del Memorial Literario…. Desde marzo de 1801 reapareció con el título Memorial literario o Biblioteca Periódica de Ciencias y Artes, dirigido ya por el murciano Pedro María Olivé (1767-1843) hasta que este se retiró a mediados de 1804; Ezquerra seguía colaborando ocasionalmente, pero el abandono de Olivé le obligó a retomar la dirección, ya que además ostentaba la propiedad de la revista hasta que consiguió venderla en enero de 1805 a Sebastián Bernardo de Carnerero, quien encomendó la dirección a sus hijos, los periodistas José María y Mariano Carnerero. Siguió publicándose hasta diciembre de 1806. Aún reapareció brevemente unos meses en 1808 dirigido por Mariano Carnerero, el poeta liberal Cristóbal de Beña y el médico Andrés Moya Luzuriaga.
Ezquerra obtuvo un gran éxito con esta publicación: fuera de los periódicos oficiales, fue el de más difusión dentro y fuera del país, contando con 1140 suscriptores en 1784; un año después tenía aún más, 1187; entre los suscriptores se encontraba lo más granado del Gobierno y la élite social e intelectual del país y disfrutó de exenciones como el porte franco de correos o, en un momento dado, del perdón de una deuda de 12000 reales con la Imprenta Real. Quizá la causa de este éxito era su gran variedad de contenidos: no solo humanidades, sino información científica, meteorológica, botánica, médica, discursos y disertaciones de las Academias, memorias, descripciones, reseñas... 
Fue coeditor también con Pedro Centeno del importante periódico crítico El Apologista Universal (1786-1787) y reeditó una versión corregida de El Arte explicado y gramático perfecto de Marcos Márquez de Medina (Madrid: Ibarra, 1804). Ezquerra publicó algunos poemas en el Memorial Literario, sobre todo encomiásticos. Fuera de él también imprimió la traducción bilingüe anotada en cuatro vols., primera completa en español, de las Obras de C. C. Tácito de Carlos Coloma y Baltasar Álamos de Barrientos, revisada por él y por el presbítero Cayetano Sixto García (un exescolapio secularizado y profesor de letras latinas que fue preceptor en Francia de las hijas del rey José I y luego fue profesor de los Reales Estudios de San Isidro), y a la que agregaron además la edición y traducción del Diálogo de los oradores (Madrid: Imprenta Real, 1794) y un estudio preliminar en el que incluyen una breve biografía de Tácito con citas de tratadistas latinos y modernos, y una breve historia sus ediciones, que dividen por épocas: 1ª edición veneciana de los Spira; 2ª Beroaldina; 3ª Rhenana; 4ª Lipsiana; 5ª Lipsio-Picheniana; 6ª Picheno-Berceneriana; 7ª Gronovio-Rickiana; 8ª Gronovio-Ernestiana. También citan las ediciones de su época. Como crítico literario, hay que destacar su opúsculo en defensa del teatro de Cervantes y en crítica de la antología de Vicente García de la Huerta que lo excluye Tentativa de aprovechamiento crítico (1785).

## Obras
- Elogio a Carlos III (poema publicado en MM, diciembre de 1788)
- Elogio a San Isidro Labrador (1779)
- Genethliaco (1783)
- Tentativa de aprovechamiento crítico (1785)
- Continuación de los sumarios de la vida de los Reyes de España (1787-1797)